# Sven Quick
Sven Edvin Quick, född 26 januari 1887 i Hedvig Eleonora församling, Stockholm, död 9 november 1949 i Katarina församling, Stockholm, var en svensk skådespelare.
Sven Quick är begravd på Katarina kyrkogård i Stockholm.

## Filmografi
- 1913 – Gränsfolken
- 1917 – Tösen från Stormyrtorpet
- 1917 – Alexander den Store
- 1919 – Ingmarssönerna
- 1922 – Vem dömer
- 1923 – Johan Ulfstjerna
- 1923 – Gamla gatans karneval
- 1923 – Eld ombord
- 1925 – Ingmarsarvet
- 1925 – Två konungar
- 1925 – Karl XII
- 1925 – Ingmarsarvet
- 1926 – Fänrik Ståls sägner-del II
- 1928 – Gustaf Wasa
- 1945 – Jagad

## Teater

### Roller (ej komplett)
| År   | Roll                   | Produktion                                                                | Regi               | Teater                        |
| ---- | ---------------------- | ------------------------------------------------------------------------- | ------------------ | ----------------------------- |
| 1908 | Förste fiolspelaren    | De löjliga preciöserna (Les Precieuses ridicules) Molière                 | Emil Grandinson    | Dramaten                      |
| 1908 | Bondfolk               | Samvetets mask (Der G’wissenwurm) Ludwig Anzengruber                      | Gustaf Linden      | Dramaten                      |
| 1916 | Sonen                  | De tre apotekarna Algot Ruhe                                              | Bror Öbergson      | Blancheteatern                |
| 1916 | Vaclaw, en bondpojke   | Den spelande kvarnen (Die klingende Mühle) Hans Cesek och Wilhelm Sterk   | Bror Öbergson      | Blancheteatern                |
| 1917 | Vargen                 | Lilla Rödluvan Helge Malmberg                                             | Helge Malmberg     | Intima teatern                |
| 1922 | Ingel Hansson          | Gustav Vasa August Strindberg                                             | Gunnar Klintberg   | Svenska teatern, Stockholm    |
| 1925 |                        | Madame Flirt X-tian                                                       | Harry Bergvall     | Lilla Folkteatern             |
| 1928 | Adjunkt Påhlman        | Hennes lilla majestät Karl Gerhard                                        |                    | Hagateatern, Stockholm        |
| 1931 | Alexandersson          | Bandet August Strindberg                                                  | Harry Roeck-Hansen | Blancheteatern                |
| 1932 | Wheaton                | Till Hollywood (Merton of the Movies) George S. Kaufman och Marc Connelly | Gösta Ekman        | Vasateatern                   |
| 1935 | Juryns ordförande      | Processen Bennet (Libel!) Edward Wooll                                    | Harry Roeck-Hansen | Blancheteatern                |
| 1935 | En detektiv            | Gatumusikanter (Strassenmusik) Paul Schurek                               | Sigurd Magnussøn   | Blancheteatern                |
| 1937 | Laker                  | Kunglighet (The Queen’s Husband) Robert E. Sherwood                       | Harry Roeck-Hansen | Blancheteatern                |
| 1937 | Nikolaisen             | Hans första premiär (Premieren) Svend Rindom                              | Harry Roeck-Hansen | Blancheteatern                |
| 1939 | Girard                 | Madame Bovary Gaston Baty                                                 | Harry Roeck-Hansen | Blancheteatern                |
| 1939 | John Winter            | Vibrationer (The Flashing Stream) Charles Morgan                          | Harry Roeck-Hansen | Blancheteatern                |
| 1940 | Flaherty               | Hyggliga människor (The Gentle People) Irwin Shaw                         | Olof Molander      | Blancheteatern                |
| 1942 | Klesjtj                | På livets botten (На дне, Na dne) Maksim Gorkij                           | Jura Tamkin        | Blancheteatern                |
| 1943 | En detektiv            | Rus Rudolf Värnlund                                                       | Per Lindberg       | Blancheteatern                |
| 1943 | George Corell          | Månen har gått ned (The Moon is Down) John Steinbeck                      | Harry Roeck-Hansen | Blancheteatern/ Oscarsteatern |
| 1944 | Carl Bolton            | Det ljusnar vid 7-tiden (Mornings at Seven) Paul Osborn                   | Harry Roeck-Hansen | Blancheteatern                |
| 1944 | Överste Archibald Gage | Med clippern västerut (Flight to the West) Elmer Rice                     | Helge Hagerman     | Blancheteatern                |
| 1944 | Jared Mungo            | Den obevingade segern (The Wingless Victory) Maxwell Anderson             | Sam Besekow        | Blancheteatern                |
| 1948 | Diligenskusken         | Fettpärlan Gösta Sjöberg                                                  | Harry Roeck-Hansen | Blancheteatern                |